# IP (ступінь захисту оболонки)

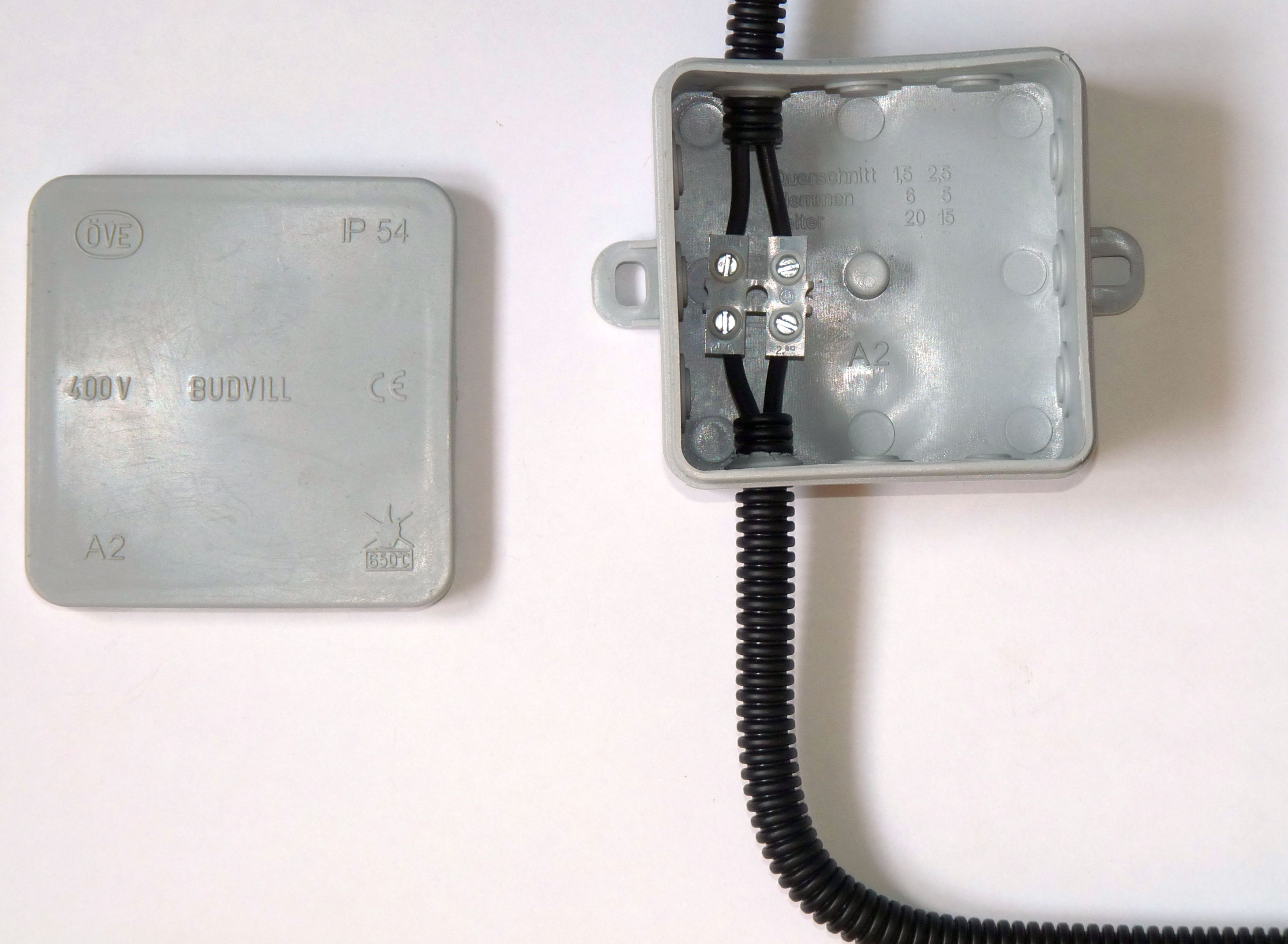
Для надійного захисту від ураження електричним струмом, електричне з'єднання виконане у закритій монтажній коробці зі ступенем IP54 для уникнення попадання бризок на струмопровідні частини

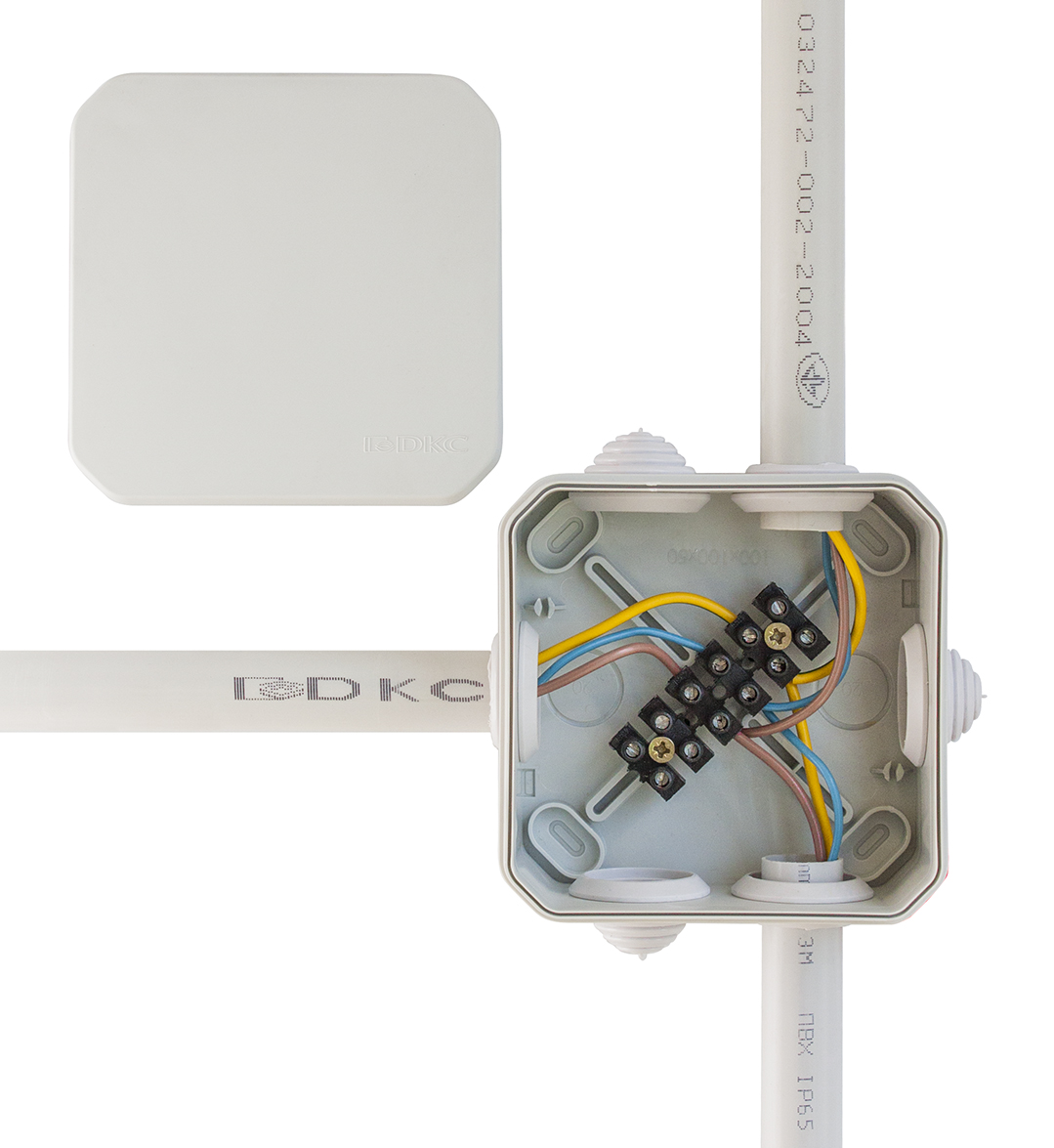
Для захисту місць з'єднання силових і слабкострумових проводів від механічних пошкоджень, пилу і вологи (як в приміщеннях, так і на відкритому повітрі) використовуються коробки зі ступенем захисту IP55

Код за́хисту оболо́нки або код IP (англ. International Protection Marking, Ingress Protection Rating) — система класифікації ступенів захисту оболонки електрообладнання від проникнення твердих предметів і води відповідно до міжнародних стандартів IEC 60529 (DIN 40050, ГОСТ 14254-96, ДСТУ EN 60529:2018).

## Основні поняття
Ступінь захисту — міра захисту, що перевіряється стандартними методами випробувань, який забезпечується оболонкою від доступу до небезпечних частин (небезпечних струмопровідних і небезпечних механічних), попадання зовнішніх твердих предметів та (або) води всередину оболонки.
Код IP — система кодифікації, що застосовується для позначення ступенів захисту, які забезпечуються оболонкою, від доступу до небезпечних частин, попадання зовнішніх твердих предметів, води, а також для подачі додаткової інформації, пов'язаної з таким захистом.
Захист, що забезпечується оболонкою від доступу до небезпечних частин — захист людей від:
- контакту із струмопровідними небезпечними частинами, що перебувають під низькою напругою;
- контакту з небезпечними механічними частинами;
- зближення з небезпечними струмопровідними частинами, що перебувають під високою напругою, на відстань, яка менша від достатнього повітряного проміжку всередині оболонки.

## Маркування ступеня захисту

### Загальні принципи
Маркування ступеня захисту оболонки електрообладнання здійснюється при допомозі міжнародного знака захисту (IP) і двох цифр, перша з яких означає захист від попадання твердих предметів, друга — від проникнення води.
Код має формат запису IPXX, де на позиціях X розташовуються цифри, або символ X, якщо ступінь не визначено. За цифрами можуть йти одна або дві букви, що дають допоміжну інформацію. Наприклад, побутова електрична розетка може мати ступінь захисту IP22 — вона захищена від проникнення пальців та не може бути пошкоджена водою, що вертикально або майже вертикально капає. Максимальний рівень захисту за цією класифікацією — IP68: пилонепроникний прилад, що витримує тривале занурення у воду.

### Перша характеристична цифра
Перша цифра вказує на ступінь захисту, який забезпечує оболонка:
- людей від доступу до небезпечних частин, запобігаючи чи обмежуючи проникнення всередину оболонки якоїсь частини тіла чи предмету, що перебуває у руках людини;
- обладнання, що перебуває всередині оболонки від проникнення зовнішніх твердих предметів.

Якщо перша характеристична цифра дорівнює 0, то оболонка не забезпечує захисту ні від доступу до небезпечних частин, ні від проникнення зовнішніх твердих предметів.
Якщо перша характеристична цифра, рівна 1, це вказує на те, що оболонка забезпечує захист людини від доступу до небезпечних частин тильною стороною руки, 2 — пальцем, 3 — інструментом, 4, 5 і 6 — дротом.
При першій характеристичної цифрі, рівній 1, 2, 3 і 4, оболонка забезпечує захист від зовнішніх твердих предметів діаметром більшим або рівним відповідно 50; 12,5; 2,5 і 1,0 мм. При цифрі 5 оболонка забезпечує частковий, а при цифрі 6 — повний захист від пилу.
| Рівень | Захист від сторонніх предметів, що мають діаметр | Опис |
| ------ | ------------------------------------------------ | --- |
| 0      | —                                                | Захист відсутній                                                                                               |
| 1      | ≥50 мм                                           | Великі поверхні тіла, відсутній захист від усвідомленого контакту                                              |
| 2      | ≥12,5 мм                                         | Пальці та схожі об'єкти                                                                                        |
| 3      | ≥2,5 мм                                          | Інструменти, кабелі тощо                                                                                       |
| 4      | ≥1 мм                                            | Більшість дротів, болти тощо                                                                                   |
| 5      | Пилозахищений                                    | Деяка кількість пилу може проникати всередину, однак це не порушує роботу пристрою. Повний захист від контакту |
| 6      | Пилонепроникний                                  | Пил не може потрапити у пристрій. Повний захист від контакту                                                   |

### Друга характеристична цифра
Друга цифра вказує на ступінь захисту обладнання від шкідливого впливу води, який забезпечує оболонка.
Якщо друга характеристична цифра дорівнює 0, то оболонка не забезпечує захисту від шкідливого впливу води. Друга характеристична цифра, що дорівнює 1, вказує на те, що оболонка забезпечує захист від крапель води, що падають вертикально; 2 — від крапель води, що падають вертикально, коли оболонка відхилена на кут до 15º; 3 — від води, що падає у вигляді дощу; 4 — від суцільного скроплення; 5 — від водяних струменів; 6 — від сильних водяних струменів; 7 — від впливу при тимчасовому (короткочасному) зануренні у воду; 8 — від впливу при тривалому зануренні у воду.
| Рівень | Захист від                              | Опис |
| ------ | --------------------------------------- | --- |
| 0      | —                                       | захист відсутній |
| 1      | Вертикальні краплі                      | Вода, що крапає вертикально не повинна порушувати роботу пристрою                                                                                 |
| 2      | Вертикальні краплі під кутом до 15°     | Вода, що крапає вертикально не повинна порушувати роботу пристрою, якщо його відхилити від робочого положення на кут до 15°                       |
| 3      | Бризки, що падають                      | Захист від дощу. Вода ллється вертикально або під кутом до 60° до вертикалі.                                                                      |
| 4      | Бризки                                  | Захист від бризок, що падають у довільному напрямі.                                                                                               |
| 5      | Струмені                                | Захист від водяних струменів з довільного напрямку                                                                                                |
| 6      | Морські хвилі                           | Захист від морських хвиль або сильних водяних струменів. Вода, що потрапила всередину корпуса не повинна порушувати роботу пристрою.              |
| 7      | Короткочасне занурення на глибину до 1м | При короткочасному зануренні вода не потрапляє у кількостях, що порушують роботу пристрою. Постійна робота у зануреному режимі не передбачається. |
| 8      | Тривале занурення на глибину понад 1м   | Повна водонепроникність. Пристрій може працювати у зануреному режимі                                                                              |

Часто захист від попадання рідин автоматично забезпечує захист від проникнення. Наприклад, пристрій, що має захист від рідини на рівні 4 (пряме розбризкування) автоматично буде мати захист від потрапляння сторонніх предметів на рівні 5.

## Додаткові літери
Додаткова літера позначає ступінь захисту людей від доступу до небезпечних частин і вказується у тому випадку, якщо:
- дійсний ступінь захисту від доступу до небезпечних частин вищий за ступінь захисту, вказаний першою характеристичною цифрою;
- позначено тільки захист від шкідливого впливу води, а першу характеристичну цифру замінено символом «Х».

Додаткова літера «A» вказує на те, що оболонка забезпечує захист від доступу до небезпечних частин тильною стороною руки, «B» — пальцем, «C» — інструментом, «D» — дротом.
| Літера |                       |
| ------ | --------------------- |
| А      | тильною стороною руки |
| В      | пальцем               |
| С      | інструментом          |
| D      | дротом                |

Допоміжна літера «H» позначає високовольтне електрообладнання. Допоміжні літери «M» і «S» вказують на те, що обладнання з рухомими частинами під час випробувань на відповідність ступеню захисту від шкідливих впливів, пов'язаних з проникненням води, знаходиться відповідно в стані руху або спокою.
| Літера | Значення                                                    |
| ------ | ----------------------------------------------------------- |
| H      | Високовольтна апаратура                                     |
| М      | Під час випробовувань захисту від води пристрій рухається   |
| S      | Під час випробовувань захисту від води пристрій є нерухомим |
| W      | Захист від погодних умов                                    |

Ступінь захисту оболонки може позначатись додатковою літерою тільки у тому випадку, якщо він задовольняє усім нижчим за рівнем ступеням захисту, наприклад: IP1XB, IP1XC, IP1XD, IP2XC, IP2XD, IP3XD.

### IP69K
Німецький стандарт DIN 40050-9 розширює IEC 60529 до ступеня захисту IP69K, що застосовується для високотемпературного миття під високим тиском. Такі корпуси мають не тільки високий ступінь захисту від пилу (IP6X), але і здатні витримати високий тиск води під час миття.
Ступінь захисту IP69K спочатку було уведено для дорожніх транспортних засобів, особливо тих, що потребують регулярного інтенсивного очищення (самоскидів, бетонозмішувачів тощо), але надалі знайшов застосування і в інших галузях: харчовій та хімічній промисловості.